# Aquémenes
Aquémenes (persa antiguo Haxāmaniš, griego Ἀχαιμένης, Achaiménes), fue el antepasado epónimo de la dinastía aqueménida. Posiblemente vivió alrededor del 700 a. C., aunque se duda de su historicidad. Perteneciente a la tribu pasargada, se convirtió en jefe de clan de la federación de tribus persas.
El nombre es un compuesto bahuvrihi, que literalmente se traduce como «tener la mente de un amigo» o «caracterizado por un espíritu de seguidor».

## Historia
Como antepasado epónimo del clan, Aquémenes es muy a menudo considerado como legendario. Se le conoce, generalmente, como el líder de uno de los clanes conocidos por los antiguos griegos como Pasagardas, aunque esta identificación puede ser debida a una confusión con la capital aqueménida de Pasargada, empezada por Ciro el Grande alrededor de 546 a. C. Esta era una de las diez o quince tribus persas. Algunas inscripciones reales persas, como la Inscripción de Behistún, le colocan cinco generaciones antes de Darío I. Por lo tanto, de acuerdo con las inscripciones, Aquémenes pudo haber vivido alrededor de 700 a. C. En ellas, se le etiqueta como «rey», lo que quiere decir que fue el primer rey oficial de los persas.
Aparte de las inscripciones reales persas, hay muy pocas fuentes históricas sobre Aquémenes, por lo que poco se sabe a ciencia cierta sobre él. Se ha propuesto que pudo, simplemente, haber sido un antepasado mítico de la casa real persa. El babilónico Cilindro de Ciro, atribuido a Ciro el Grande, no hace mención de Aquémenes en su detallada genealogía. Algunos historiadores sostienen que Aquémenes fue, quizá, una creación posterior de Darío el Grande, hecha para legitimar su conexión con Ciro el Grande, después de que Darío alcanzara la posición de sah o rey de Persia en 522 a. C., tras matar al usurpador Gaumata. Según Darío, Gaumata era un impostor, que pretendía ser el mismo Esmerdis, hermano menor, ya fallecido de Cambises II.  Darío tenía, ciertamente, mucho que ganar si compartía un antepasado común con Ciro, y pudo sentir la necesidad de una conexión más fuerte que la que proporcionaba el matrimonio con la hija de Ciro, Atosa. Una inscripción de Pasargada, también atribuida a Ciro, hace mención de que Ciro descendía de Aquemenes; pero el historiador Bruce Lincoln ha sugerido que esa inscripción de Ciro fue grabada durante el reinado de Darío, en c. 510 a. C.
En cualquier caso, la dinastía real persa, desde Darío, reverencia a Aquémenes como el fundador de la dinastía. Sin embargo, muy poco se ha recordado de su vida o acciones. Suponiendo que existiese, lo más probable es que fuera un jefe guerrero del siglo VII a. C., o el primer rey que dirigió a los persas, o bien una de las tribus persas, como vasallo de Imperio Medo. Una inscripción asiria del tiempo de Senaquerib, en 691 a. C., menciona que el rey asirio casi repelió un ataque de los Parsuamash, y Anzan, con los medos a la ciudad de Halule. Los historiadores sostienen que, caso de existir, Aquémenes debió ser uno de los comandantes que dirigieron a los persas con tropas independientes de Anshan, durante la indecisa batalla de Halule de 691 a. C.
Los escritores griegos proporcionan alguna información legendaria sobre Aquémenes: llaman a su tribu, los Pasargadae, y dicen que fue alzado por un águila.  Platón, cuando escribe sobre los persas, identifica a Aquémenes con Perses (hijo de Perseo y Andrómeda, antepasado de los persas en la mitología griega. Escritores posteriores creen que Aquémenes y Perses eran personas distintas, y que Perses fue el antepasado del rey.
Las fuentes persas y griegas afirman que Aquémenes fue sucedido por su hijo Teispes, quien dirigió a los persas para conquistar la ciudad elamita de Anshan, al sur de Irán.  El bisnieto de Teispes, Ciro, conquistó a los medos y estableció el Imperio persa. Teispes es citado como hijo de Aquémenes en viejos textos persas de Behistun.